# Liste von Kommissionen, Gutachten und Publikationen zur Geschichte der obersten Reichsbehörden in der NS-Zeit
Die folgende Liste gibt eine Übersicht über die zur Erforschung der Geschichte der verschiedenen obersten Reichsbehörden (Ministerien) während der NS-Zeit von den jeweiligen Bundesministerien als ihren Nachfolgeinstitutionen eingesetzten wissenschaftlichen Kommissionen (bzw. den beauftragten Einzelforschern) sowie den von den betreffenden Kommissionen bzw. Einzelforschern vorgelegten Sachverständigengutachten und Buchpublikationen.

## Auswärtiges Amt (AA)
Seit 2005 erarbeitete die vom damaligen Bundesaußenminister Joschka Fischer eingesetzte Unabhängige Historikerkommission – Auswärtiges Amt eine Studie zur Geschichte des Auswärtigen Amts und des Auswärtigen Dienstes in der Zeit des Nationalsozialismus und in der Bundesrepublik Deutschland. Nach dem Abschluss der Untersuchung wurden die Ergebnisse 2010 in Buchform veröffentlicht.
- Eckart Conze, Norbert Frei, Peter Hayes, Moshe Zimmermann: Das Amt und die Vergangenheit. Deutsche Diplomaten im Dritten Reich und in der Bundesrepublik, Verlag Karl Blessing, München 2010.

## Reichsarbeitsministerium
Das Bundesministerium für Arbeit hat 2013 im Auftrag der damaligen Ministerin Ursula von der Leyen eine Unabhängige Historikerkommission zur Aufarbeitung der Geschichte des Reichsarbeitsministeriums als seiner Vorgängerinstitution berufen. Diese besteht aus Alexander Nützenadel (HU Berlin, Sprecher), Rüdiger Hachtmann (Zentrum für zeithistorische Forschung Potsdam), Elizabeth Harvey (University of Nottingham), Sandrine Kott (Université de Genève), Kiran Klaus Patel (Universiteit Maastricht) und Michael Wildt (HU Berlin). Unter der Leitung der Kommission forscht eine Gruppe von Mitarbeiterinnen und Mitarbeitern, die organisatorisch und räumlich an der Humboldt-Universität zu Berlin angesiedelt sind, zu einzelnen Schwerpunktthemen. Das Forschungsprojekt soll Ende 2018 abgeschlossen werden, seine Ergebnisse werden in Form von Publikationen, Vorträgen und Tagungen öffentlich gemacht. Im Juni 2017 erschien der erste Band der von der Kommission herausgegebenen sechsbändigen Reihe "Geschichte des Reichsarbeitsministeriums im Nationalsozialismus" (offizielle Webseite: "Unabhängige Historikerkommission zur Aufarbeitung der Geschichte des Reichsarbeitsministeriums in der Zeit des Nationalsozialismus").
- Alexander Nützenadel (Hg.): Das Reichsarbeitsministerium im Nationalsozialismus. Verwaltung – Politik – Verbrechen (= Geschichte des Reichsarbeitsministeriums im Nationalsozialismus, Bd. 1), 2017.

## Reichsfinanzministerium
Im Jahr 2009 setzte das Bundesministerium der Finanzen eine siebenköpfige, international zusammengesetzte, wissenschaftlichen Kommission zu Erforschung der Geschichte des Reichsministeriums der Finanzen in der Zeit des Nationalsozialismus ein. Sprecher der Kommission ist Professor Hans-Peter Ullmann (Universität Köln).
Die Kommission hat das Ziel eine auf sechs Teilbände, von denen jeder sich mit einem speziellen Einzelaspekt befasst, angelegte Gesamtstudie zu erarbeiten. Die einzelnen Teilprojekte sind: 1. Institutionengeschichte des Reichsministeriums der Finanzen (Stefanie Anna Middendorf), 2. Steuerpolitik (Ralf Banken), 3. Fiskalische Judenverfolgung (Christiane Kuller), 4. Vermögen der Reichsfeinde (Josephine Ulbricht), 5. Reichsfinanzverwaltung im Generalgouvernement (Ramona Bräu), 6. Reichsfinanzministerium und monetäre Ausbeutung Europas (Jürgen Kilian). Im Juni 2013 wurde der erste Band (zum Teilprojekt 3) der Öffentlichkeit übergeben (offizielle Website: Das Reichsministerium der Finanzen in der Zeit des Nationalsozialismus).
- Christiane Kuller: Bürokratie und Verbrechen. Antisemitische Finanzpolitik und Verwaltungspraxis im nationalsozialistischen Deutschland (= Das Reichsfinanzministerium im Nationalsozialismus, Bd. 1), 2013.

## Reichsministerium des Innern (RMI)
Gegenwärtig bestehen beim Bundesministerium des Innern keine konkreten Planungen für eine Studie zur Geschichte des Reichsministeriums des Innern als seiner Vorgängerinstitution während der NS-Zeit (vgl. diesbezügliche Anfragen im Bundestag).
Im Dezember 2014 beauftragte Bundesinnenminister Thomas de Maizière jedoch das Zentrum für Zeithistorische Forschung (ZZF) und das Institut für Zeitgeschichte (IfZ) damit, die Geschichte des Bundesministerium des Innern (BMI) und des Ministeriums des Innern der DDR (MdI) auf mögliche personelle und sachliche Kontinuitäten zur Zeit des Nationalsozialismus zu untersuchen. Geleitet wird die Studie von den Direktoren der Institute Frank Bösch (ZZF) und Andreas Wirsching (IfZ). Bis Ende 2015 soll eine Vorstudie fertig gestellt werden, der Start der Hauptstudie ist für 2016 angesetzt.

## Reichsministerium der Justiz
Am 11. Januar 2012 bestellte die damalige Bundesjustizministerin Sabine Leutheusser-Schnarrenberger den Rechtswissenschaftler Christoph Safferling und den Historiker Manfred Görtemaker zur Unabhängigen Wissenschaftlichen Kommission beim Bundesministerium der Justiz zur Aufarbeitung der NS-Vergangenheit. Am 10. Oktober 2016 wurde der Abschlussbericht vorgelegt.

## Reichsministerium für Ernährung und Landwirtschaft (RMEL)
- Andreas Dornheim: Rasse, Raum und Autarkie. Sachverständigengutachten zur Rolle des Reichsministeriums für Ernährung und Landwirtschaft in der NS-Zeit. Erarbeitet für das Bundesministerium für Ernährung, Landwirtschaft und Verbraucherschutz, s. l. 2011. (online abrufbar).[7] (Überarbeitete Fassung der Ursprungsfassung mit dem Titel Sachverständigengutachten „Rolle und Inhalt der Agrarpolitik und Agrarforschung von Vorgängerinstitutionen des Bundesministeriums für Verbraucherschutz, Ernährung und Landwirtschaft“ vom 28. Februar 2006)

## Reichsministerium für die Kirchlichen Angelegenheiten
Keine Publikation oder Planungen für eine Publikation feststellbar.

## Reichspostministerium
Keine Publikation oder Planungen für eine Publikation feststellbar.

## Reichsverkehrsministerium
Alfred Gottwaldt und Diana Schulle legten 2007 unter dem Titel „Juden ist die Benutzung von Speisewagen untersagt“. Die antijüdische Politik des Reichsverkehrsministeriums zwischen 1933 und 1945 ein im Auftrag des Bundesministeriums für Verkehr, Bau und Stadtentwicklung erarbeitete Gutachten über die Geschichte des Reichsverkehrsministeriums während der NS-Zeit vor.

## Reichsvizekanzleramt
Die Geschichte der von 1933 bis 1934 bestehenden Dienststelle des Vizekanzlers der Hitler-Regierung wird in der Habilitationsschrift von Rainer Orth "Der Amtssitz der Opposition?" von 2014 untersucht.

## Weitere themenverwandte Kommissionen
Die Kontinuität zwischen den Geheim- und Nachrichtendiensten der NS-Zeit und denen der Bundesrepublik untersuchen zwei im Jahr 2011 eingesetzte Unabhängige Historiker-Kommissionen:
Die Kommission zur Erforschung der Geschichte des Bundesamtes für Verfassungsschutz, der Michael Wala und Constantin Goschler angehören, legte im September 2013 einen ersten Zwischenbericht vor, der Abschlussbericht wird für Anfang 2016 erwartet.
Die im Frühjahr 2011 berufene Kommission zur Aufarbeitung der Geschichte des Bundesnachrichtendienstes, der Jost Düffler, Bodo Hechelhammer, Klaus-Dietmar Henke, Rolf-Dieter Müller, Wolfgang Krieger und Ernst Uhrlau angehören, soll ihren Abschlussbericht 2015 vorlegen.